# NGC 314
NGC 314 est une galaxie lenticulaire barrée située dans la constellation du Sculpteur. NGC 314 a été découverte par l'astronome britannique John Herschel en 1834.

## Caractéristiques
Sa vitesse par rapport au fond diffus cosmologique est de 5 359 ± 42 km/s, ce qui correspond à une distance de Hubble de 79,0 ± 5,6 Mpc (∼258 millions d'al).